# Mariä Himmelfahrt (Westerheim)

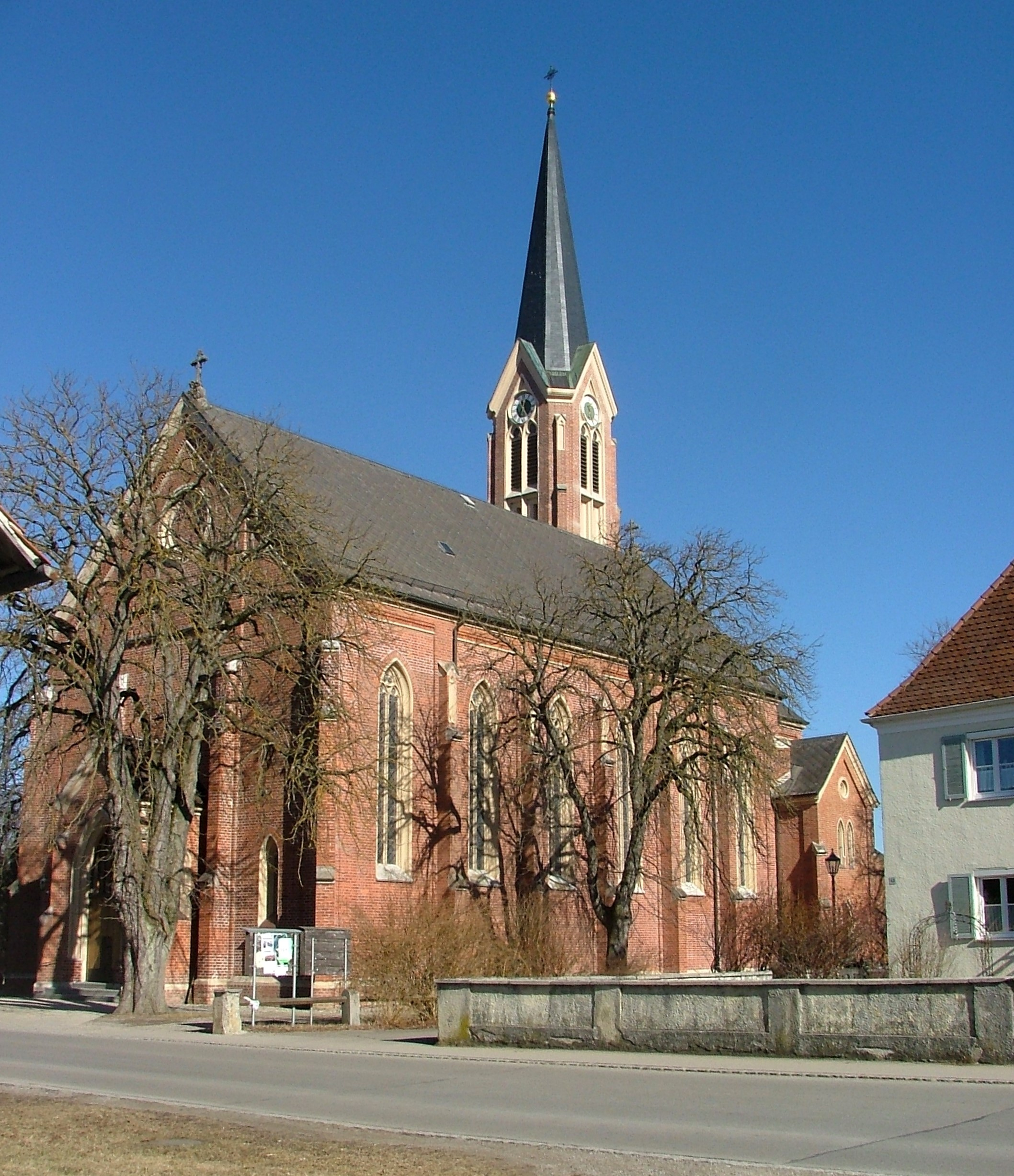
Mariä Himmelfahrt in Westerheim

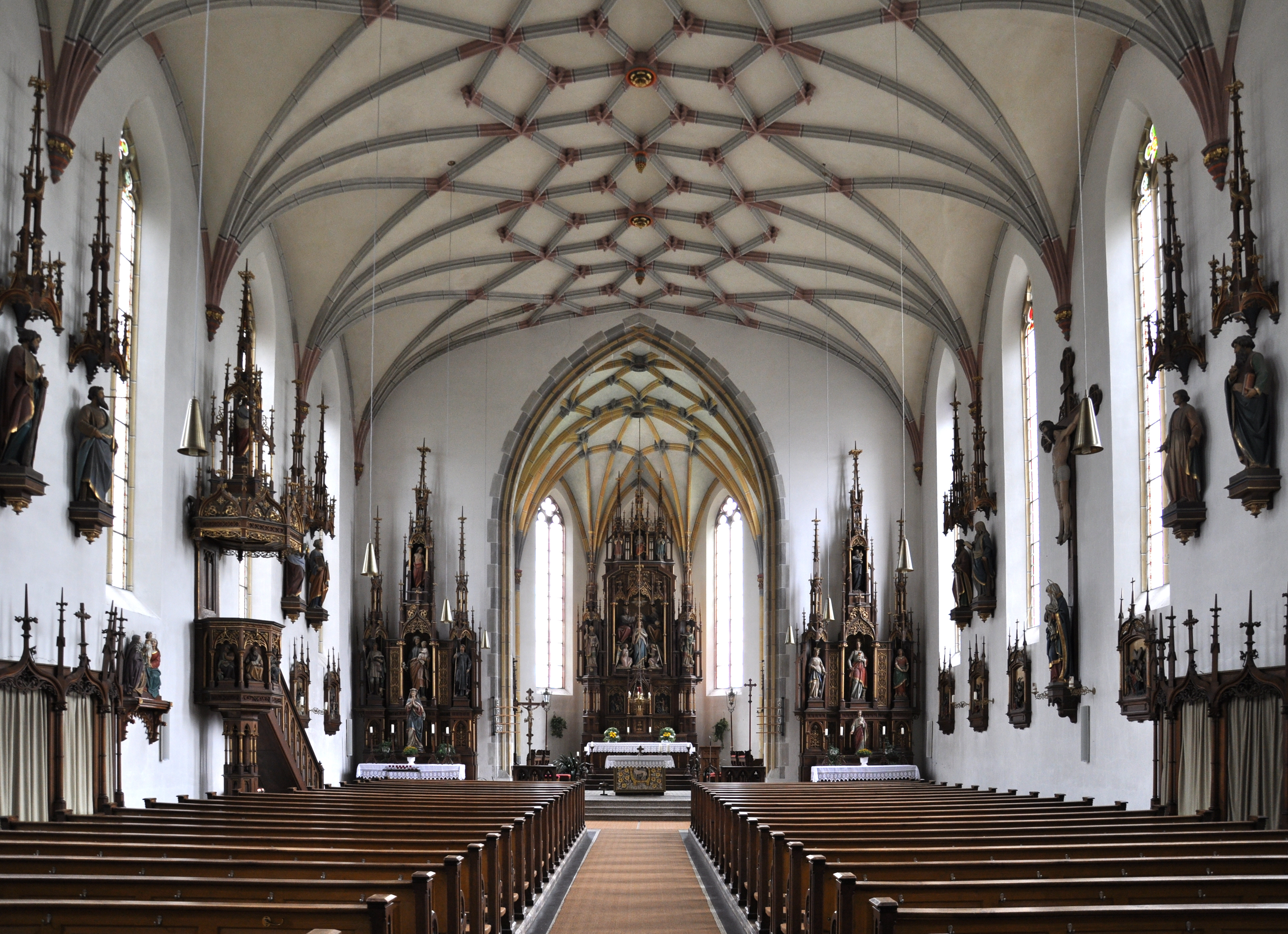
Blick zum Chor

Die römisch-katholische Pfarrkirche Mariä Himmelfahrt steht in Unterwesterheim, einem Gemeindeteil von Westerheim im schwäbischen Landkreis Unterallgäu von Bayern. Das Bauwerk ist in der Liste der Baudenkmäler in Westerheim als Baudenkmal unter der Nr. D-7-78-214-2 eingetragen.

## Beschreibung
Die neugotische, von Strebepfeilern gestützte Saalkirche aus unverputzten Backsteinen wurde 1877/78 erbaut. Sie besteht aus einem Langhaus, das mit einem Satteldach bedeckt ist, einem eingezogenen, dreiseitig geschlossenen Chor im Osten und einem Chorflankenturm an der Nordwand, in dessen Glockenstuhl vier Kirchenglocken hängen, und der Sakristei an der Südwand des Chors. Die Zifferblätter der Turmuhr sind an den Giebeln angebracht, zwischen denen sich ein spitzer Helm erhebt. In der Fassade im Westen befindet sich das Portal. 
Die Innenräume von Langhaus und Chor sind mit Netzgewölben überspannt. Die Kirchenausstattung stammt aus der Erbauungszeit bis auf ein Kruzifix vom Anfang des 16. Jahrhunderts. Die Orgel mit 22 Registern, verteilt auf zwei Manuale und ein Pedal wurde 1909 gebaut.